# خصلاء (عث)
الخصلاء (الاسم العلمي: Lophophora) هي جنس من الحشرات تتبع الفصيلة الأربوسية من رتبة حرشفيات الأجنحة.

## أنواع عث الخصلاء
- خصلاء إيفان
- خصلاء عريضة الريش
- خصلاء مندهشة